# Jacob Fougdt
Jacob Fougdt, död omkring 1665, var en svensk ämbetsman och borgmästare.
Jacob Fougdt var kopist i Kunglig Majestäts kansli och blev samma år kanslist där. 1640 sändes han av Axel Oxenstierna utomlands för att studera handeln i utländska städer, och utsågs vid sin återkomst till Sverige 1642 till rådman i Nyköping. 1643 utsågs han till borgmästare i Narva, där han inrättade ett justitiekollegium, ett handels- och industrikollegium och justitiekollegium för stadens styre. Jacob Fougdt blev själv chef för justititekollegiet. Inom handelspolitiken var han dock inte särskilt aktiv. Han såg dock till att införskaffa ett antal lantegendomar åt staden för att finansiera ämbetsmannaposterna i staden, tog initiativet till inköp av mindre flodbåtar lassa och lossa mer djupgående fartyg som var tvungna att ligga ute på redden, och började planera en ny förstad norr om Narva. Fougdt råkade dock i konflikt med de övriga rådmännen i staden och tvingades 1653 att avgå. Efter återkomsten till Sverige sökte han en borgmästartjänst i Stockholm, men erhåll ingen sådan. I stället utsågs han 1655 till lantkommissarie i Livland och Ingermanland, en post han innehade till 1660.